# Pocket PC

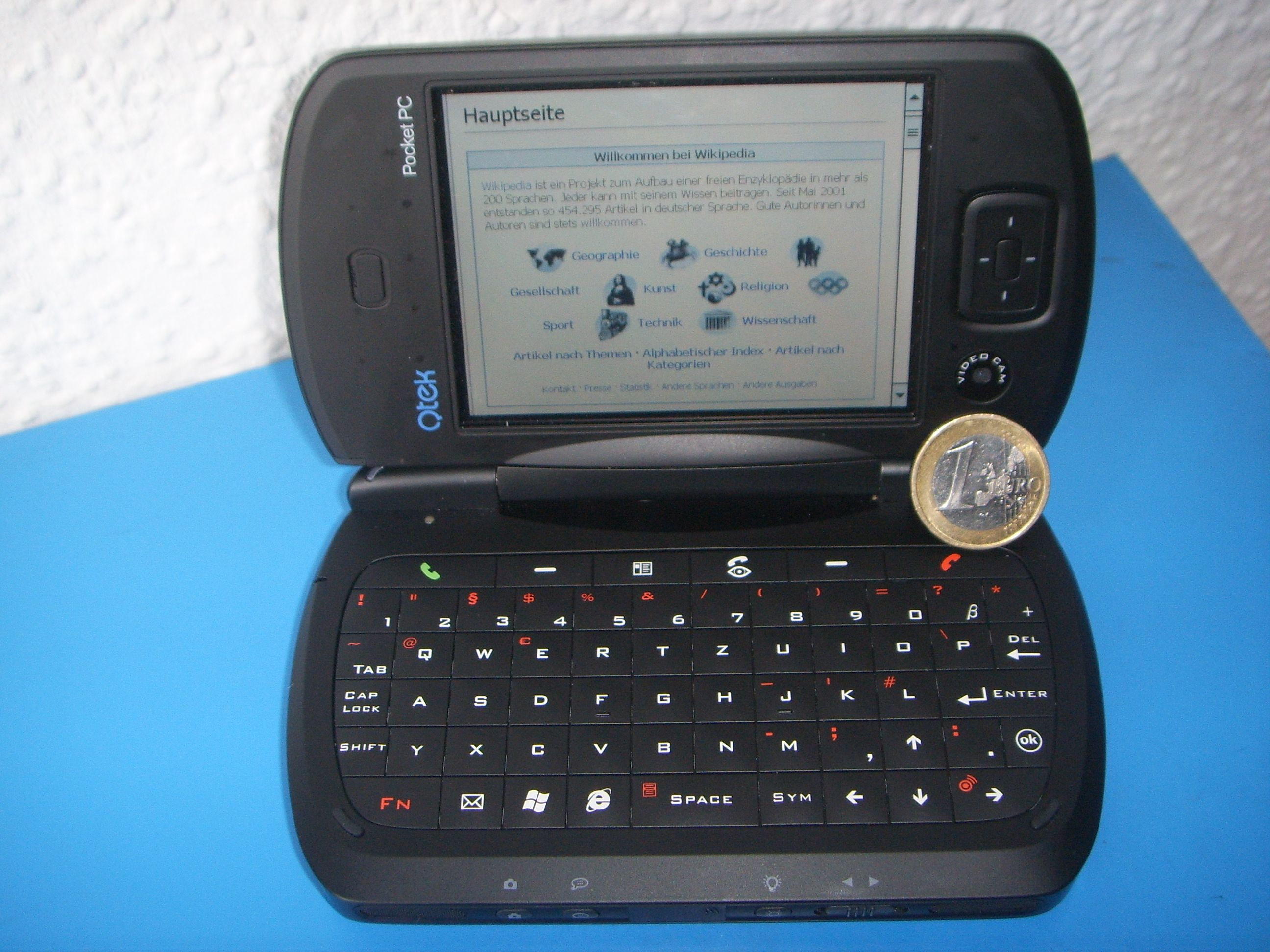
A Pocket PC

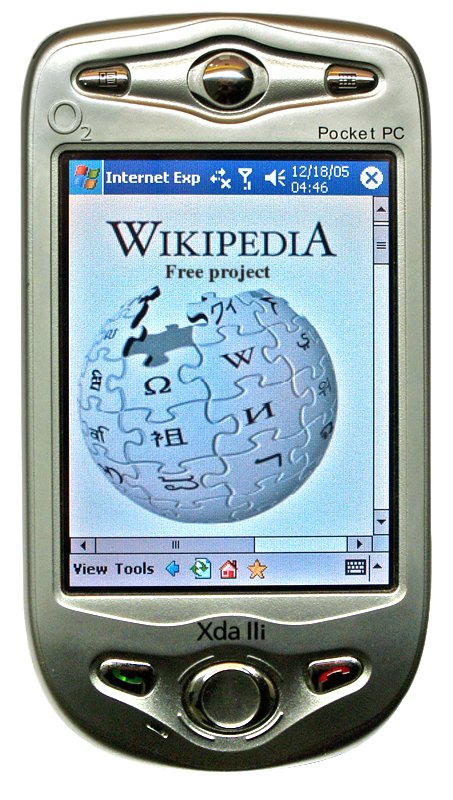
A Pocket PC

Pocket PC (скорочено Р / РС або PPC) — програмна та апаратна платформа для кишенькових персональних комп'ютерів і комунікаторів компанії Microsoft, а також загальна назва пристроїв із сенсорним екраном, що працюють під управлінням операційної системи Windows Mobile. На деяких таких апаратах можливо запустити й інші ОС, наприклад GNU/Linux, NetBSD.
Pocket PC є торговою маркою компанії Microsoft. Буквальний переклад — кишеньковий ПК — в українській мові часто використовується для позначення всього класу мобільних комп'ютерів, які англійському називаються PDA.
Pocket PC була офіційна представлена 19 квітня 2000 року у Grand Central Station у Нью-Йорку президентом Microsoft Стив Баллмер (Steve Ballmer)    
У 2007 компанія Microsoft відмовилася від використання назви Pocket PC в позначенні версій Windows Mobile 6, змінивши відповідно схему позначення пристроїв. Комунікатори повинні називатися Windows Mobile 6 Professional devices, а прості КПК (без телефонних функцій) — Windows Mobile 6 Classic Devices. Однак, такі довгі назви незручні, тому пристрої на базі Windows Mobile продовжують називати Pocket PC.

## Визначення
Згідно з Майкрософт, Pocket PC це «надолонні пристрій, що дозволяє користувачам зберігати та отримувати повідомлення електронної пошти, контакти, зустрічі, програвати мультимедіафайли, грати в ігри, обмінюватися текстовими повідомленнями через MSN Messenger, читати вебсторінки, і багато іншого»
З технічного погляду, «Pocket PC» це стандарт від Microsoft, який встановлює низку апаратних і програмних вимог до мобільного пристрою, для того, щоб на нього можна було наклеювати стандартний ярлик «Pocket PC». Зокрема, будь-який  пристрій повинен задовольняти вимогам:
- працює під управлінням Windows Mobile, редакції для Pocket PC
- постачатися з певним набором програмного забезпечення в ПЗП
- має екран, чутливий до дотику (сенсорний, touchscreen)
- має набір вказівних кнопок (directional pad) або тачпад (touch pad)
- має набір перепрограмованих кнопок для запуску застосунків
- працює на процесорі ARM версії 4, Intel Xscale, MIPS або SH3.

## Виробники
Pocket PC виробляються і продаються кількома компаніями, в список яких входять HP (продукти сімейств iPAQ і Jornada), Gigabyte, Acer, ASUS, E-TEN, Fujitsu Siemens Computers, Rover PC, i-Mate, HTC, Mitac, Samsung та інші.

## Огляд комп'ютерів
- Rover PC, на ARM - процесор Intel XScale PXA250, 400 Mhz, з RAM 36 MB, та ROM 32 MB [3]
- HP iPAQ h1935, процесор Samsung 2410, 203 МГц, ROM 64(56) MB [4]
- Symbol PPT 2700, з RAM 16 MB, та ROM 12 MB (flash пам'ять) [2]
- Casio Cassiopeia E-115, з RAM 32 MB [2]
- i-Mate, процесор Intel PXA 263, 400 МГц, RAM 128 MB, ROM 64 MB[5]

## Примітка
1. ↑  Pocket PC. Microsoft вики (рос.). Процитовано 4 серпня 2025.
2. 1 2 3  Pocket PC — новый козырь Microsoft на рынке карманных устройств | Статьи | Компьютерное Обозрение. ko.com.ua (рос.). Процитовано 4 серпня 2025.
3. ↑  Wayback Machine. web.archive.org. Процитовано 4 серпня 2025.
4. ↑  КПК HP iPAQ h1935. Фирменный Pocket PC за 200 долларов. itkom.com.ua. Процитовано 4 серпня 2025.
5. ↑  https://web.archive.org/web/20241206112021/https://hpc.ru/devices/36663. {{cite web}}: Зовнішнє посилання в |title= (довідка)